# Изкачване в небето
„Изкачване в небето“ (на испански: Subida al cielo) е мексикански филм от 1952 година, комедия на режисьора Луис Бунюел по негов сценарий в съавторство с Мануел Алтолагире.
В центъра на сюжета е младоженец, който напуска сватбата си и заминава с автобус в отдалечено село, където майка му е на смъртно легло. Главните роли се изпълняват от Лилия Прадо, Естебан Маркес, Луис Асевес Кастенеда, Мануел Донде.